# Ampedus michalskii
Ampedus michalskii là một loài bọ cánh cứng trong họ Elateridae. Loài này được Buchholz miêu tả khoa học năm 1986.